# Haruhisa Hasegawa
Haruhisa Hasegawa (* 14. duben 1957) je bývalý japonský fotbalista.

## Klubová kariéra
Hrával za Yanmar Diesel.

## Reprezentační kariéra
Haruhisa Hasegawa odehrál za japonský národní tým v letech 1978–1981 celkem 15 reprezentačních utkání.

## Statistiky
| Japonsko | Japonsko | Japonsko |
| Roky     | Záp.     | Góly     |
| -------- | -------- | -------- |
| 1978     | 4        | 0        |
| 1979     | 1        | 0        |
| 1980     | 9        | 4        |
| 1981     | 1        | 0        |
| Celkem   | 15       | 4        |